# Fritz Fromm
Friedrich Fritz Fromm (* 12. April 1913 in Hannover; † 13. Oktober 2001 ebenda) war ein deutscher Handballspieler und -trainer.

## Leben
Fromm begann das Handballspiel in seiner Heimatstadt Hannover und gehörte nach studiumsbedingtem Umzug ab 1935 dem Askanischen TV Berlin an. Bei den Olympischen Spielen 1936 war er Mitglied der Mannschaft, die Gold im Feldhandball gewann. Insgesamt bestritt er zwischen 1936 und 1942 acht Länderspiele im Feldhandball sowie eines in der Halle.
Von 1949 bis 1955 war er der erste Bundestrainer des Deutschen Handballbundes. In seiner Amtszeit wurde die Handballnationalmannschaft  1952 und 1955 Weltmeister auf dem Feld und 1954 Vizeweltmeister in der Halle.
Als Bundestrainer betreute er 29 Feldhandball-Länderspiele, die alle gewonnen wurden. Von den 17 Hallenhandball-Länderspielen, die er als Bundestrainer betreute, wurden sieben gewonnen, sieben verloren und drei endeten unentschieden. Damit ist Fritz Fromm der einzige der bisherigen elf Bundestrainer, dessen Länderspielbilanz in der Halle nicht positiv ist. 1955 wurde er von seinem bisherigen Schützling Werner Vick als Bundestrainer abgelöst.
Das Grab von Fritz Fromm befindet sich auf dem Stadtfriedhof Engesohde in seiner Heimatstadt Hannover.